# Dunhuang
Dunhuang () je mesto na ravni okrožja v severozahodni provinci Gansu na zahodu Kitajske. Po kitajskem popisu prebivalstva iz leta 2010 je imelo mesto 186.027 prebivalcev,;  ocene iz leta 2019 kažejo, da je bilo v mestu približno 191.800 prebivalcev. Saču (Dunhuang) je bil glavna postaja na starodavni svilni poti in je najbolj znan po bližnjih jamah Mogao.
Dunhuang je v oazi, ki vsebuje Polmesečevo jezero in Mingša Šan (鳴沙山, kar pomeni 'Pojoča peščena gora'), poimenovano po zvoku vetra, ki piha s sipin, fenomenu pojočega peska. Dunhuang ima strateški položaj na križišču starodavne južne svilne poti in glavne ceste, ki vodi iz Indije preko Lhase v Mongolijo in južno Sibirijo, nadzoruje pa tudi vhod v ozek Heši koridor, ki vodi naravnost v srce severnokitajske ravnice in starodavni prestolnici Čangan (danes znan kot Šjan) in Luojang.
Administrativno je mesto Dunhuang na ravni okrožja del mesta Džjučuan na ravni prefekture. V zgodovini sta bila mesto in/ali njegova okolica znana tudi pod imenoma Šadžou (prefektura peska) ali Guadžou (prefektura melon). V moderni dobi sta bili dve alternativni imeni dodeljeni Šadžou džen (mestu Šadžou), ki služi kot sedež vlade Dunhuanga, in sosednjemu okrožju Guadžou.

## Etimologija
Znanstveniki so predlagali številne izpeljave imena Dunhuang:
- Giles 1892: 墩煌 Dūnhuáng 'umetna gomila, tumulus, gomila svetilnika, kvadratni blok kamna ali lesa' + 'bleščeč, svetel, svetleč'.
- Mathews (1931) 1944: 敦煌 Tūnhuáng, zdaj običajno Dūnhuáng 'šteti za pomembnega, spoštovati; pošten, iskren, velikodušen’ + ‘velik plamen; svetleč, bleščeč'.
- McGraw-Hill 1963: 敦煌 Dūnhuáng ('pošten + sijoč').
- Jáo in Demieville 1971 (francosko, Airs de Touen-houang): (燉煌 Dùn (tūn) huáng 'šum gorenja' + 'velik plamen' [po Mathewsu].
- Lín Yǚtáng 1972: (墩(煌) Dūn(huáng) 'majhna gomila (+ sijoča)' ali 燉(煌) Dùn(huáng) 'svetleči (+ sijoča)'.
- Kāngxī 1716: 燉煌 Tún huáng, tudi 敦煌 Tūn huáng [t=t’].
- Mair 1977, Ptolomejev c. 150 Geografija označuje Dunhuang kot grško Θροανα (Throana), morda iz iranskega Druvana, kar pomeni nekaj podobnega "trdnjava za pobiranje davkov."

## Zgodovina

### Dinastije Xia, Shang, Zhou
Obstajajo dokazi o bivanju na tem območju že leta 2000 pr. n. št., verjetno s strani ljudi, ki so bili v kitajski zgodovini zapisani kot Čjang. Glede na Zuo Zhuana in Book of the Later Han je bila regija Dunhuang del starodavnega Guadžouja, ki je bil znan po pridelavi okusnih melon. Njegovo ime je bilo omenjeno tudi v povezavi z domovino Juedžijev v Zapisih Velikega zgodovinarja. Nekateri so trdili, da se to morda nanaša na nepovezan toponim Dunhong – arheolog Lin Meicun je tudi predlagal, da bi bil Dunhuan lahko kitajsko ime za Tukhara, ljudstvo, za katerega se na splošno verjame, da je srednjeazijska veja Juedžijev.

### Obdobje vojskujočih se držav
V obdobju vojskujočih se držav so prebivalci Dunhuanga vključevali ljudstvo Dajuedži, ljudstvo Vusun in ljudstvo Saidžong (kitajsko ime za Skite). Ko so Dajuedži postali močnejši, je absorbirali plemena Čjang.

### Dinastija Han
Do 3. stoletja pr. n. št. je na tem območju prevladovala plemenska konfederacija Šjongnu, vendar je med dinastijo Han prišla pod kitajsko oblast, potem ko je cesar Vu leta 121 pr. n. št. premagal Šjongnuje.
Dunhuang je bil eno od štirih obmejnih garnizijskih mest (skupaj z Džiučuanom, Džangjem in Vuveijem), ki jih je ustanovil cesar Vu po porazu Šjongnujev, Kitajci pa so zgradili utrdbe v Dunhuangu in tja poslali naseljence. Ime Dunhuang, kar pomeni 'goreči svetilnik', se nanaša na svetilnike, ki so bili prižgani, da bi opozorili na napade roparskih nomadskih plemen. Poveljstvo Dunhuanga je bilo verjetno ustanovljeno kmalu po letu 104 pr. n. št.. Dunhuang, ki je na zahodnem koncu Heši koridorja blizu zgodovinskega stičišča severne in južne svilne poti, je bil vojaško pomembno mesto.
»Veliki zid je bil razširjen do Dunhuanga in vrsta utrjenih svetilnih stolpov se je raztezala proti zahodu v puščavo. V 2. stoletju našega štetja je imel Dunhuang več kot 76.000 prebivalcev in je bil ključno oskrbovalno oporišče za karavane, ki so šle skozi mesto: te so se odpravljale na naporno pot čez puščavo, natovorjene z zalogami vode in hrane, druge, ki so prispele z zahoda, pa so hvaležno gledale na prividu podoben prizor Dunhuangovih zidov, ki so pomenili varnost in udobje. Dunhuang je uspeval zaradi gostega prometa. Prve budistične jame na območju Dunhuanga so bile izklesane leta 353.«

### Dinastija Suiindinastija Tang
Med obdobjem dinastij Sui (581–618) in Tang (618–907) je bila glavna komunikacijska postaja med starodavno Kitajsko in preostalim svetom ter glavno trgovsko središče svilne poti. Dunhuang je bil v tem času križišče vseh treh glavnih svilnih poti (severne, osrednje, južne).
Z Zahoda so prišli tudi zgodnji budistični menihi, ki so prispeli na Kitajsko v 1. stoletju našega štetja in sčasoma se je v Dunhuangu razvila precejšnja budistična skupnost. Jame, ki so jih izdolbli menihi in ki so jih prvotno uporabljali za meditacijo, so se razvile v kraj čaščenja in romanja, imenovane jame Mogao ali Jame tisočerih Bud. Najdeni so bili številni krščanski, judovski in manihejski artefakti, ki pričajo o najrazličnejših ljudeh, ki so se podali po svilni poti.
V času šestnajstih kraljestev je Li Gao leta 400 n. št. tukaj ustanovil Zahodni Liang. Leta 405 so prestolnico zahodnega Lianga preselili iz Dunhuanga v Džiučuan. Leta 421 je Zahodni Liang osvojil Severni Liang.
Kot obmejno mesto so se za Dunhuang borili in ga zasedla ljudstva, ki niso bila Han. Po padcu dinastije Han je prišlo pod oblast različnih nomadskih plemen, kot so Šjongnu v času severnega Lianga in turški Tuoba v času severnega Veija. Tibetanci so zasedli Dunhuang, ko je cesarstvo Tang po uporu An Lušan precej oslabelo; in čeprav je bil pozneje vrnjen pod oblast Tangov, je bil pod skoraj avtonomno oblastjo lokalnega generala Džang Jičaoja, ki je leta 848 izgnal Tibetance. Po padcu Tangov je Džangova družina leta 910 ustanovila Kraljestvo Zlate gore, leta 911 pa je prišlo pod vpliv Ujgurov. Džangove je nasledila družina Cao, ki je sklenila zavezništva z Ujguri in kraljestvom Khotan.

### Dinastija Song
Med obdobjem dinastije Song je Dunhuang ostal zunaj kitajskih meja. Leta 1036 so Tanguti, ki so ustanovili dinastijo Zahodni Šja, zavzeli Dunhuang. Od ponovnega osvajanja leta 848 do okoli leta 1036 (tj. obdobja okrožja Guiji) je bil Dunhuang večkulturno središče, ki je vsebovalo eno največjih etničnih sogdijskih skupnosti na Kitajskem po uporu An Lušan. Sogdijci so bili do neke mere sinificirani in so bili dvojezični v kitajščini in sogdijščini ter so svoje dokumente pisali s kitajskimi pismenkami, vendar vodoravno od leve proti desni namesto od desne proti levi v navpičnih črtah, kot se je takrat običajno pisalo v kitajščini.

### Dinastija Juan
Dunhuang so leta 1227 osvojili Mongoli, ki so mesto oplenili in uničili, ponovno zgrajeno mesto pa je postalo del mongolskega imperija po Kublajkanovem osvajanju Kitajske pod dinastijo Juan.

### Dinastija Ming
V obdobju dinastije Ming je Kitajska postala velika pomorska sila, ki je izvedla več raziskovalnih potovanj po morskih poteh za trgovino in kulturno izmenjavo. Dunhuang je močno nazadoval, potem ko so kitajsko trgovino z zunanjim svetom začele prevladovati po južnih pomorskih poteh in je bila med dinastijo Ming svilena cesta uradno opuščena. Ponovno so ga zasedli Tibetanci c. 1516, prav tako pa je prišel pod vpliv Čagatajskega kanata v zgodnjem 16. stoletju.

### Dinastija Čing
Kitajska je Dunhuang ponovno zavzela dve stoletji pozneje okoli leta 1715 v času dinastije Čing, današnje mesto Dunhuang pa je bilo ustanovljeno vzhodno od porušenega starega mesta leta 1725.

### Ljudska republika Kitajska
Leta 1988 je bil Dunhuang iz okrožja povišan v status mesta na ravni okrožja. 31. marca 1995 sta Turpan in Dunhuang postali pobrateni mesti.
Danes je mesto pomembna turistična atrakcija in predmet tekočega arheološkega projekta. Veliko število rokopisov in artefaktov, pridobljenih v Dunhuangu, je bilo digitaliziranih in so javno dostopni prek Mednarodnega projekta Dunhuang. Širjajoča puščava Kumtag, ki je posledica dolgotrajne prekomerne paše okoliškega zemljišča, je dosegla robove mesta.
Leta 2011 so se satelitske slike, ki prikazujejo ogromne strukture v puščavi blizu Dunhuanga, pojavile na spletu in povzročile kratko medijsko razburjenje.

## Kultura

### Budistične jame
Številne budistične jame so na območju Dunhuanga, najpomembnejša med njimi so jame Mogao, ki so 25 km jugovzhodno od Dunhuanga. V Mogau je 735 jam in so še posebej znane po svoji budistični umetnosti, pa tudi po zakladu rokopisov, rokopisov Dunhuang, ki so jih našli skrite v zapečateni jami. Mnoge od teh jam so bile pokrite s freskami in vsebujejo številne budistične kipe. V jamah še vedno najdejo odkritja, vključno z odlomki iz krščanske Biblije iz časa dinastije Juan.
V regiji so številna manjša budistična jamska mesta, kot so Zahodnih tisoč jam Bude, Vzhodnih tisoč jam Bude in mesto petih templjev. Jame Julin so bolj vzhodno v okrožju Guadžou.

### Druga zgodovinska mesta
- Polmesečno jezero in pojoče peščene sipine
- Prelaz Jumen, zgrajen leta 111 pr. n. št., ki je 90 km severozahodno od Dunhuanga v puščavi Gobi
- Prelaz Jang
- Pagoda belega konja
- Dunhuang Limes

### Muzeji
Trdnjava Hecang (kitajsko: 河仓城; pinjin: Hécāngchéng), ki je približno 11 km severovzhodno od prelaza Jumen iz obdobja Zahodnega Hana, je bila zgrajena v času Zahodnega Hana (202 pr. n. št. – 9 n. št.) in znatno prezidana med Zahodnim Jinom (280–316 n. št.).
Muzej okrožja Dunhuang vsebuje številne kitajske in tibetanske predmete, kot so rokopisi iz jame 17 v jamah Mogao in domače predmete. Ta muzej je bil zgrajen leta 2011 s površino 16000 m². Celoten arhitekturni videz in barva združujeta več kulturnih simbolov, kot so Veliki zid, svetilnik in starodavni grad, ki tvorijo slovesno lep slog.
V glavnem predstavlja več kot 10.000 predmetov v več kot 2000-letni zgodovini Dunhuanga. V tem informativnem muzeju se lahko ljudje veliko naučijo o Dunhuangu in svilni poti. Še več, obstaja kopija jame Mogao in nekaj izvrstnih fresk. Ker fotografiranje v jamah Mogao ni dovoljeno, lahko turisti posnamejo nekaj fotografij tukaj.

### Nočni trg
Nočna tržnica Dunhuang je tržnica na glavni prometnici Dong Dadžie v središču mesta Dunhuang, priljubljena med turisti v poletnih mesecih. Prodanih je veliko spominkov, vključno s tipičnimi predmeti, kot so žad, nakit, zvitki, zavese, majhne skulpture, lutke iz usnjenih predstav, kovanci, tibetanski rogovi in kipci Bude. Precejšnje število pripadnikov kitajskih etničnih manjšin posluje na teh trgih. Prodaja se tudi srednjeazijska sladica ali sladkarija, ki je sestavljena iz velike sladke slaščice iz oreščkov in suhega sadja, narezanega na porcije po želji stranke.

## Demografija
Ocene za leto 2019 kažejo, da ima Dunhuang približno 191.800 prebivalcev. Po kitajskem popisu leta 2010 je imel Dunhuang 186.027 prebivalcev, kar je nekoliko manj od 187.578, zabeleženih v kitajskem popisu leta 2000. Leta 1996 je imelo mesto ocenjeno na 125.000 prebivalcev.
Dunhuang je imel leta 2019 stopnjo urbanizacije 69,45 %.
97,8 % prebivalstva mesta je etnično Han Kitajcev, preostalih 2,2 % pa je 27 etničnih manjšin, vključno z etničnimi Hui, Mongoli, Tibetanci, Ujguri, Miao, Manču, Monguorji, Kazahi, Dongšjangi in Jugurji.
Leta 2019 je letni razpoložljivi dohodek mestnih prebivalcev na prebivalca znašal 36.215 jenov, letni razpoložljivi dohodek prebivalcev podeželja na prebivalca pa 18.852 jenov.

## Gospodarstvo
Od leta 2019 ima Dunhuang bruto domači proizvod 8,178 milijarde jenov. Vrednost primarnega sektorja mesta je znašala 0,994 milijarde jenov, sekundarnega sektorja 1872 milijarde jenov, terciarnega sektorja pa 5312 milijarde jenov.
Od leta 2020 ima Dunhuang bruto domači proizvod 7778 milijarde jenov. Vrednost primarnega sektorja mesta je znašala 1082 milijarde jenov, sekundarnega sektorja 1752 milijarde jenov, terciarnega sektorja pa 4,943 milijarde jenov.

## Galerija
- Pojoče peščene sipine na vzhodnem robu puščave Kumtag blizu Dunhuanga
- Skulptura v Dunhuangu, po stenski poslikavi v jamah Mogao, ki prikazuje Apsaro, ki za hrbtom igra pipo (反弹琵琶伎乐天).
- Letališče Dunhuang
- Jame Mogao, znane tudi kot jame Dunhuang
- Osamljeni spomeniki v puščavi blizu Donghuana
- Ruševine kašče iz zbite zemlje